# 第12旅団 (陸上自衛隊)
第12旅団（だいじゅうにりょだん、JGSDF 12th Brigade）は、陸上自衛隊の旅団のひとつである。東部方面隊直轄にあり、司令部を群馬県北群馬郡榛東村の相馬原駐屯地に置く。群馬県・栃木県・新潟県・長野県の防衛警備・災害派遣を任務とするほか、民生協力および国際貢献活動を行っている。

## 概要
- 1962年（昭和37年）1月に編成された第12師団を母体とし、2001年（平成13年）3月に旅団へと改組された。陸上自衛隊で唯一、空中機動力を高めた即応近代化旅団である。再編にともない旅団隷下の4個の普通科連隊は、他の普通科大隊に相当する本部管理中隊と3個中隊に縮小、独立していた重迫撃砲中隊は2個射撃小隊編成から3個射撃分隊を有する本部管理中隊付の重迫撃砲小隊編成とされた。また特科部隊は従来の12個射撃中隊の連隊編成から3個射撃中隊の隊編成とするなど、火砲装備品は大幅に縮小された。
- 第12旅団の師団等標識は、第12師団から第12旅団への改組に際して全面変更された。背景に12の算用数字が入り、中央に赤で日本列島が毛筆によって表現されている。さらに、その手前に日本刀を持ったオオワシが表されている。第12旅団は空中機動力を高めた旅団なので鳥が描かれている。
- 旅団への改組に際し、航空科部隊である第12飛行隊を1個航空班の飛行隊編成から2個飛行隊（それぞれ飛行班は1個）編成の第12ヘリコプター隊に改組した。第1飛行隊を北宇都宮駐屯地、第2飛行隊および隊本部を相馬原駐屯地に配置しており、駐屯地内の飛行場から展開が可能である。保有機種は第1飛行隊がUH-60JA、第2飛行隊がCH-47J/JAを装備している。
- 第12師団時代には戦車部隊として第12戦車大隊を保有していたが、改組に伴い廃止された。これは、第12旅団は空中機動力を活かしてヘリボーンにより全国に緊急展開することが求められるため、ヘリコプターに搭載できない戦車部隊を廃止したものである。
- 第12旅団の担当地域は山岳地帯が多く、特に、松本駐屯地に駐屯している第13普通科連隊は日本アルプスの防衛を担当しており、「山岳連隊」としても有名である。第12旅団における戦車の未配属、ヘリコプターによる空中機動力強化は、山岳地帯での展開・戦闘においてヘリコプター装備は戦車装備より役に立つとの判断による。新潟県中越地震では、大勢の被災者の災害救助に早速その機動力が発揮された。
- 隷下の普通科連隊対戦車小隊には他の普通科部隊に先んじて中距離多目的誘導弾の配備がされ、普通科連隊長の指揮により最新の対機甲戦闘、対舟艇戦闘能力を発揮することが可能である。

## 空中機動部隊・機動旅団としての課題
- 空中機動部隊として高い理想を掲げて発足した第12旅団ではあるが、輸送ヘリコプター部隊は中央即応集団（現陸上総隊）第1ヘリコプター団隷下の第1輸送ヘリコプター群および輸送航空隊に集約されている現下の情勢を鑑みると、創隊当初の方向性は既に失われている。
- 26中期防・31中期防により、正式に機動運用部隊化（機動旅団化）の対象となり2023年3月に機動旅団化改編を受けるも、即応機動連隊化改編を受ける普通科連隊は指定されていない一方、第12偵察隊を拡充し機甲科部隊として第12偵察戦闘大隊を編成した[1]。機動旅団であるが、同時期に編成された地域配備旅団（第13旅団）と類似した編成となった。
- 同時に旅団司令部に火力調整部を配置。第12対戦車中隊は解隊。第12特科隊は、第1特科隊と統合し「東部方面特科連隊」として方面隊直轄運用化された一方、普通科連隊に重迫撃砲中隊が再編された。

## 沿革
- 2001年（平成13年）3月27日：第12師団から旅団（総合近代化旅団タイプ）に改編。

1. 第48普通科連隊を相馬原駐屯地に即応予備自衛官を主体として構成されるコア部隊として新編。
2. 第12ヘリコプター隊を相馬原駐屯地に新編。
3. 第12師団は3個普通科連隊基幹であったが、旅団は縮小改編した4個普通科連隊(軽)（第2・第13・第30・第48）基幹。

- 2004年（平成16年）10月23日：新潟県中越地震の発生に伴い災害派遣。
- 2006年（平成18年）4月28日〜7月29日：「イラクにおける人道復興支援活動及び安全確保支援活動の実施に関する特別措置法」に基づき、第30普通科連隊を基幹とする第10次イラク復興業務支援群としてイラクへ派遣。
- 2013年（平成25年）3月26日：旅団改編。常備自衛官のみの編成となる。

1. 第48普通科連隊（相馬原駐屯地）を東部方面混成団隷下に異動。3個普通科連隊（軽）基幹となる。
2. 第12施設中隊（新町駐屯地）を第12施設隊に改編。
3. 第12通信中隊（相馬原駐屯地）を第12通信隊に改編。
4. 第12化学防護隊を司令部付隊から独立させ相馬原駐屯地に新編。

2020年頃の主要編成
第2・第13・第30普通科連隊、第12偵察隊、第12特科隊、第12ヘリコプター隊、第12高射特科中隊
- 2021年（令和03年）2月22日：足利市山林火災の発生に伴い災害派遣。第12ヘリコプター隊のCH-47が上空から消火活動を行う[2]。
- 2022年（令和04年）3月17日：第12高射特科中隊（相馬原駐屯地）を第12高射特科隊に改編[3][4][5]。
- 2023年（令和05年）
  - 3月15日：部隊廃止。

  1. 第12特科隊（宇都宮駐屯地）を廃止[6]。
  2. 第12偵察隊（相馬原駐屯地）を廃止。
  3. 第12対戦車中隊（新町駐屯地）を廃止[7]。79式対舟艇対戦車誘導弾の地上発射型が陸上自衛隊から全て用途廃止。

  - 3月16日：部隊改編[8]。

  1. 第12偵察戦闘大隊が相馬原駐屯地に新編[1][9]。
  2. 第12旅団司令部に火力調整部が新編[10]。
  3. 第2・第13・第30普通科連隊に重迫撃砲中隊を再編。

2023年頃の主要編成
第2・第13・第30普通科連隊、第12ヘリコプター隊、第12偵察戦闘大隊、第12高射特科隊

## 編成・駐屯地
編成
- 第12旅団司令部
- 第2普通科連隊（3個普通科中隊基幹）
- 第13普通科連隊（3個普通科中隊基幹）
- 第30普通科連隊（3個普通科中隊基幹）
- 第12ヘリコプター隊（2個飛行隊基幹）
- 第12後方支援隊
- 第12偵察戦闘大隊
- 第12高射特科隊
- 第12施設隊
- 第12通信隊
- 第12化学防護隊
- 第12旅団司令部付隊
- 第12音楽隊

駐屯地
- 相馬原駐屯地（群馬県北群馬郡榛東村）
  - 旅団司令部および同付隊
  - 第12ヘリコプター隊（隊本部・第2飛行隊）
  - 第12偵察戦闘大隊
  - 第12高射特科隊
  - 第12通信隊
  - 第12化学防護隊
  - 第12音楽隊
  - 第12後方支援隊（第1整備中隊・第2整備中隊の一部）
- 高田駐屯地（新潟県上越市）
  - 第2普通科連隊
- 松本駐屯地（長野県松本市）
  - 第13普通科連隊
- 新発田駐屯地（新潟県新発田市）
  - 第30普通科連隊
- 北宇都宮駐屯地（栃木県宇都宮市）
  - 第12ヘリコプター隊（第1飛行隊）
- 新町駐屯地（群馬県高崎市）
  - 第12後方支援隊（主力）
  - 第12施設隊

## 主要幹部
| 官職名                       | 階級    | 氏名     | 補職発令日     | 前職                     |
| ---------------------------- | ------- | -------- | -------------- | ------------------------ |
| 第12旅団長                   | 陸将補  | 栁裕樹   | 2025年08月01日 | 陸上幕僚監部人事教育部長 |
| 副旅団長 兼 相馬原駐屯地司令 | 1等陸佐 | 阿部洋一 | 2023年12月01日 | 北部方面混成団長         |
| 幕僚長                       | 1等陸佐 | 持田将貴 | 2025年08月01日 | 第9施設群長              |
| 火力調整部長                 | 2等陸佐 | 黒川秀孝 | 2025年03月17日 | 陸上自衛隊富士学校勤務   |

| 代 | 氏名       | 在職期間                        | 出身校・期          | 前職                                   | 後職                                                |
| -- | ---------- | ------------------------------- | ------------------- | -------------------------------------- | --------------------------------------------------- |
| 01 | 柳澤壽昭   | 2001年03月27日 - 2003年03月26日 | 防大13期            | 東北方面総監部幕僚長 兼 仙台駐屯地司令 | 陸上自衛隊富士学校長 兼 富士駐屯地司令 （陸将昇任） |
| 02 | 松永敏     | 2003年03月27日 - 2005年01月12日 | 防大14期            | 陸上自衛隊研究本部幹事 兼 企画室長     | 退職                                                |
| 03 | 山口淨秀   | 2005年01月12日 - 2006年03月26日 | 防大17期            | 陸上幕僚監部監察官                     | 西部方面総監部幕僚長 兼 健軍駐屯地司令 （陸将昇任） |
| 04 | 長谷部洋一 | 2006年03月27日 - 2008年07月31日 | 防大20期            | 陸上自衛隊富士学校普通科部長           | 第3師団長 （陸将昇任）                              |
| 05 | 堀口英利   | 2008年08月01日 - 2011年04月26日 | 防大23期            | 防衛監察本部監察官                     | 第8師団長 （陸将昇任）                              |
| 06 | 塩崎敏譽   | 2011年04月27日 - 2012年07月25日 | 防大24期            | 陸上自衛隊富士学校副校長               | 第7師団長 （陸将昇任）                              |
| 07 | 富樫勝行   | 2012年07月26日 - 2014年08月05日 | 生徒20期・ 防大25期 | 自衛隊情報保全隊司令                   | 退職                                                |
| 08 | 赤松雅文   | 2014年08月05日 - 2015年08月03日 | 防大26期            | 東北方面総監部幕僚長 兼 仙台駐屯地司令 | 第4師団長 （陸将昇任）                              |
| 09 | 清田安志   | 2015年08月04日 - 2017年08月07日 | 防大29期            | 陸上幕僚監部監理部長                   | 第6師団長 （陸将昇任）                              |
| 10 | 岩村公史   | 2017年08月08日 - 2018年07月31日 | 防大29期            | 陸上自衛隊富士学校副校長               | 第9師団長 （陸将昇任）                              |
| 11 | 田尻祐介   | 2018年08月01日 - 2021年03月25日 | 防大32期            | 西部方面総監部幕僚副長                 | 統合幕僚学校長 （陸将昇任）                         |
| 12 | 坂本雄一   | 2021年03月26日 - 2023年03月29日 | 防大35期            | 陸上総隊司令部運用部長                 | 第8師団長                                           |
| 13 | 前島政樹   | 2023年03月30日 - 2025年07月31日 | 防大37期            | 第3師団副師団長 兼 千僧駐屯地司令      | 第4師団長 （陸将昇任）                              |
| 14 | 栁裕樹     | 2025年08月01日 -                | 防大38期            | 陸上幕僚監部人事教育部長               |                                                     |

## 警備地区
詳細は各部隊記事参照。ここでは記事立項のない部隊について記載する。
第12警備地区：群馬県・栃木県・新潟県・長野県
第12通信隊：群馬県（沼田市、昭和村、川場村、片品村、みなかみ町）
第12施設隊：群馬県（南牧村、下仁田町、富岡市、甘楽町）

## 参考資料
- 『世界の空中機動部隊』アルゴノート社、2019年1月25日。ISBN 4914974339。